# Abrahamsberg (stacja metra)
Abrahamsberg – powierzchniowa stacja sztokholmskiego metra, leży w Sztokholmie, w dzielnicy Västerort (Bromma), na granicy Riksby i Abrahamsbergu. Na zielonej linii (T17 i T19), między stacjami Brommaplan i Stora mossen. Dziennie korzysta z niej około 3800 osób.
Stacja znajduje równolegle do Drottningholmsvägen i Registervägen, na wysokości Abrahamsbergsvägen (tunel pod stacją). Ma jedno wyjście, przy Registervägen. Stację otworzono 26 października 1952 jako 26. w systemie, składy jeździły wówczas na linii Hötorget-Vällingby. Ma jeden peron.

## Sztuka[3]
- Kamionkowy fryz w sali biletowej, Rigmor Roxner, 1999
- Szare kafelki w sali biletowej i przejściu na peron, Rigmor Roxner, 1999

## Czas przejazdu
| Linia | Stacja          | Czas przejazdu | Stacja                               | Czas przejazdu             |
| T17   | Åkeshov         | 4 min          | Alvik T-Centralen Gamla stan Slussen | 5 min 18 min 19 min 21 min |
| T17   | Skarpnäck       | 37 min         | Alvik T-Centralen Gamla stan Slussen | 5 min 18 min 19 min 21 min |
| T19   | Hässelby strand | 16 min         | Alvik T-Centralen Gamla stan Slussen | 5 min 18 min 19 min 21 min |
| T19   | Hagsätra        | 41 min         | Alvik T-Centralen Gamla stan Slussen | 5 min 18 min 19 min 21 min |

## Otoczenie
W najbliższym otoczeniu stacji znajdują się:
- Lillsjöparken
- Lillsjön
- Abrahamsbergsskolan
- Abrahamsbergskyrkan
- Pałac Ulvsunda